# 石黒ひで
石黒 ひで（いしぐろ ひで、Hidé Ishiguro、1931年 - ）は、日本出身の女性哲学者。ロンドン大学Ph.D.。ロンドン大学名誉教授、慶應義塾大学名誉教授、上野学園大学名誉教授。夫は哲学者のデイヴィッド・ウィギンズ。
本名の石黒英子（Hideko Ishiguro）名義も使用することがある。

## 人物
東京大学教養学部の卒業論文テーマはシャルル・ルヌーヴィエの認識論。同大学を卒業後、フランスとイギリスに留学。オックスフォード大学では、ギルバート・ライルが指導教官（スーパーヴァイザー）となり、ピーター・ストローソンに論文指導を受ける。併せて、毎週マイケル・ダメットの研究室で開かれていた数理哲学の少人数ゼミに参加し、エリザベス・アンスコムから個人教授（チューター）として指導を受けた。また、同時期にイギリス留学していた地球科学者で東京大学名誉教授の上田誠也とも交流を結んでいる。
1958年にはフランスのパリ郊外ロワイモヨンで開催された国際コロキウムに参加し、現象学を知的背景に持つフランスの哲学者モーリス・メルロー＝ポンティと分析哲学者ギルバート・ライルの間で起きた「全く非生産的」な討論を目撃している。
英語で書かれた著書『ライプニッツの哲学』の初版は1972年にケンブリッジ大学出版局から出版され、ライプニッツ研究者のほか、バス・ファン・フラーセン、ヤーッコ・ヒンティッカ、ヘクター＝ネリ・カスタニェーダなど現代の哲学者からも高く評価された。
ロンドン大学での同僚にマイルズ・バーニェトがいる。ロンドン大学での指導学生には倫理学者・政治哲学者のジョナサン・ウルフや、『Radical Philosophy』誌の編集委員を務めたアンドリュー・コリアーがおり、慶応義塾大学での指導学生には河野哲也などがいる。
2007年には石黒ひでに関する記念学術会議「Reading Wittgenstein: Conference in Honour of Hidé Ishiguro」がロンドンで開催され、ブライアン・マクギネス、マリー・マッギンなどがスピーカーを務めた。

## 略歴
- 聖心女子学院高等女学校卒業[注釈 2]
- 1956年：東京大学教養学部フランス科卒業
- 1957年 - 1961年：オックスフォード大学、ソルボンヌ大学大学院に在籍。オックスフォード大学からB.Phil.（修士号）を取得
- 1961年：哲学者のデイヴィッド・ウィギンズと結婚[13]
- 1964年 - 1982年：ロンドン大学ユニバーシティ・カレッジ教員[注釈 3]
- 1982年 - 1989年：コロンビア大学教員
- 1989年 - 1997年：慶応義塾大学文学部教授
- 2002年 - 2007年：東京大学大学院総合文化研究科21世紀COE「共生のための国際哲学交流センター」センター長・特任教授[14]
- 2007年 - 現在：ロンドン大学名誉教授、慶応義塾大学名誉教授、上野学園大学名誉教授[15]。ロンドン大学Ph.D.
- その他コーネル大学[16]、ミュンヘン大学、ユトレヒト大学、ベルリン高等学術研究所等の客員教授・研究員を歴任[17]
- NPO法人「北鎌倉の景観を後世に伝える基金」元理事長[18]

## 著作

### 単著（日本語）
- 『ライプニッツの哲学――論理と言語を中心に』岩波書店、1984年；［増補改訂版］2003年

### 論文（日本語）
- 「反ヴィクトリア精神と明治百年」、『中央公論』83(9), 374-385, 1968-09
- 「ヴィトゲンシュタインと哲学の課題」、『理想』(488), 20-31, 1974-01
- 「「見る」ことと「見える」こと」、『思想』(600), 43-51, 1974-06
- 山本信、坂井秀寿共著「哲学と国境」、『理想』(547), p2-31, 1978-12
- 「予定調和と恒常的連接――いわゆる「合理主義」と「経験主義」について」、『哲学雑誌』94(766), p1-27, 1979
- 「哲学的思索能力養成の条件」、『学術月報』33(6), p412-416, 1980-09
- 「ルヌヴィエとマルクスと神田の古本屋」、『理想』(577), p105-107, 1981-06
- 「可能世界と現実世界」、大森荘蔵ほか編『新・岩波講座哲学 4 世界と意味』岩波書店、1985年
- 「認識としての感情 (情念と意志)」、『哲學雜誌』101(773), 135-156, 1986
- 北村結花訳「光源氏へのいざない(London Review of Books 1981.5.21〜6.3)」、『比較文學研究』(52), p173-180, 1987-10
- 馬場郁訳「曖昧だと言われるライプニッツの無限小概念」、『現代思想』16(12), p90-107, 1988-10
- 石黒ひで, 岡本賢吾「ライプニッツとゲーデル」『現代思想』第17巻第13号、青土社、1989年12月、50-64頁、NAID 40001110184。
- 石黒ひで「ことばと世界のつながりについて」『哲學』第91巻、三田哲學會、1990年12月、125-141頁、CRID 1050001337405991680、ISSN 0563-2099、NAID 110007409234。
- 石黒ひで「ライプニッツの現代性」『哲学』第1991巻第41号、日本哲学会、1991年4月、71-85頁、CRID 1390282680299424256、doi:10.11439/philosophy1952.1991.71、ISSN 03873358、NAID 130003661199。
- 石黒ひで、「討論 藤村龍雄氏の「言葉と世界の結びつきに関する覚書」(科学哲学24号,105～110頁)への答」 『科学哲学』 1992年 25巻 p.139-141, doi:10.4216/jpssj.25.139、日本科学哲学会
- 「西洋哲学倫理学史-3-17,18世紀の哲学」、『哲学』(別冊), p45-49, 1992
- 「『言語論的転回』とはなにか」、『岩波講座現代思想4 言語論的転回』岩波書店, 1993年
- 「『ショアー』からの／へ向けての出発」、『現代思想』23(7), p73-81, 1995-07
- 「『論考』はいまどう読まれるべきか」、飯田隆編『ウィトゲンシュタイン読本』法政大学出版局、1995年
- 石黒ひで「「哲学」100集記念によせて」『哲學』第100巻、三田哲學會、1996年3月、1-3頁、CRID 1050001337405965056、ISSN 0563-2099、NAID 110007409335。
- 「西洋哲学倫理学史 (3) 17, 18世紀の哲学」、『哲學』1996(別冊), 53-58, 1996-03-01
- 「行為の哲学」、『哲學』1996(別冊), 59-60, 1996-03-01
- 「知識の哲学」、『哲學』1996(別冊), 61-62, 1996-03-01
- 「モナドを造る？」、『現代思想』24(10), 20-22, 1996-08
- 「デカルトにおける必然性と不可能性の根拠について」、デカルト研究会編『現代デカルト論集Ⅲ（日本篇）』勁草書房, 1996年
- 「思考・言語・観念――デカルトをふりかえる」、『思想』(875), 4-15, 1997-05
- 石黒ひで, 中川大「ウィトゲンシュタインとタイプ理論」『現代思想』第25巻第9号、青土社、1997年8月、208-224頁、CRID 1523669555699512832、NAID 40001108697。
- 「ウィトゲンシュタインを読む――反時代的考察のために」、『現代思想』26(1), 36-49, 1998-01
- 「相対主義と実在論」、『現代思想』26(13), 243-246, 1998-11
- 「ルヌヴィエ，シャルル・ベルナール」、小林道夫ほか編『フランス哲学・思想事典』弘文堂，1999 年，pp.327-330
- 鈴木泉訳「ライプニッツにおける原初的思考対象（プロトノエマ）の問題」、『思想』930, 33-46, 2001
- 「思想の言葉 過去との問答、異国との問答」、『思想』(960), 2-5, 2004-04
- 石黒ひで、「討論 重永哲也氏の書評論文に答えて」『科学哲学』 2005年 38巻 2号 p.139-143, doi:10.4216/jpssj.38.2_139
- 「アンスコムの行為論」、飯田隆編『哲学の歴史〈第11巻〉』中央公論新社、2007年

### 単著（英語）
- Ishiguro, Hidé, 1990. Leibniz's Philosophy of Logic and Language, 2nd ed., Cambridge: Cambridge University Press.

### 論文（英・仏・独語）
- Hidé Ishiguro (1964). New Books. [REVIEW] Mind 73 (292):603-604.
- Hidé Ishiguro (1966). Imagination. in British Analytical Philosophy. Edited by Bernard Williams and Alan Montefiore. London: Routledge & Kegan Paul, 1966.
- Hide Ishiguro (1967). Imagination,” Proceedings of the Aristotelian Society, supp. 41 (1967), pp. 37–56.
- Hidé Ishiguro (1967). Leibniz's Denial of the Reality of Space and Time. Annals of the Japan Association for Philosophy of Science., Vol.3 (1966-1970) No.2 P.33-36, doi:10.4288/jafpos1956.3.33
- Hidé Ishiguro (1967). ON ‘JAPAN—ASIAN CAPITALISM’ New Left Review I/46, November-December 1967
- Ilham Dilman & Hidé Ishiguro (1967). Symposium: Imagination. Aristotelian Society Supplementary Volume 41:19 - 56.
- Hidé Ishiguro (1969) Use and reference of names. In WinchWinch, P. ed. Studies in the Philosophy of Wittgenstein. London: Routledge and Kegan Paul, 20–50.
- Hidé Ishiguro (1971). Leibniz and the Ideas of Sensible Qualities. Royal Institute of Philosophy Lectures 5:49-63.
- Hidé Ishiguro (1972). A Person's Future and the Mind-Body Problem. Linguistic Analysis and Phenomenology pp 163-178
- Hidé Ishiguro (1972). Leibniz's Theory of the Ideality of Relations. In H. Frankfurt (ed.), Leibniz: A Collection of Critical Essays. Garden City, NY: Doubleday, pp. 191-213.
- Hideko Ishiguro (1974). Leibniz's Philosophy of Logic and Language. Philosophy East and West 24 (3):376-378.
- Hidé Ishiguro (1974). Dummett, Michael-"Frege: Philosophy of Language". [REVIEW] Philosophy 49:438.
- Hidé Ishiguro (1975). Representation: An Investigation Based on a Passage in the Tractatus. North-Holland Pub. Co., Amsterdam, 1975
- Hidé Ishiguro (1975). Writer, Rightest, or Freak? New York Review of Books, 1975
- Hidé Ishiguro (1978). Pre-Established Harmony Versus Constant Conjunction a Reconsideration of the Distinction Between Rationalism and Empiricism. Proceedings of the British Academy, Volume 63, 1977, 239-263
- Hidé Ishiguro (1979). Substances and individual notions. in The Philosophy of Nicholas Rescher, 1979
- Hidé Ishiguro (1979). Subjects, Predicates, Isomorphic Representation, and Language Games. in Essays in Honour of Jaakko Hintikka, 1979
- Hidé Ishiguro & John Skorupski (1980). Possibility. Aristotelian Society Supplementary Volume 54:73 - 104.
- Hide Ishiguro (1980). The Primitiveness of the Concept of a Person. In Z. Van Straaten (ed.), Philosophical Subjects. Oxford University Press 62--75.
- Hide Ishiguro (1980). La philosophie analytique et l'histoire de la philosophie in Les philosophes anglo-saxons par eux-mêmes. Critique Paris, 1980
- Hidé Ishiguro (1981). Wittgenstein and the Theory of Types. In Irving Block (ed.), Perspectives on the Philosophy of Wittgenstein. Basil Blackwell 43-60.
- Hidé Ishiguro (1981). Contingent Truths and Possible Worlds. In R. S. Woolhouse (ed.), n Leibniz: Metaphysics and Philosophy of Science. Oxford University Press 357-367.
- Hidé Ishiguro (1981). Thought and Will in Wittgenstein's Tractatus.
- Hidé Ishiguro (1981). Access to the Shining Prince. Vol. 3 No. 9 · 21 May 1981 pages 11-12
- Hide Ishiguro (1982). Logik Und Semiotik in der Philosophie von Leibniz. Grazer Philosophische Studien 15:195-200.
- Hidé Ishiguro (1983). Skepticism and Sanity. in C. Ginet and S. Shoemaker, eds., Knowledge and Mind (Oxford: Oxford University Press, 1983).
- Hidé Ishiguro (1983). Reply to Jacques Bouveresse. Revue Internationale de Philosophie 146 (3):311-18.
- Hidé Ishiguro (1983). The idea of the Orient. Times Literary Supplement, 1983
- Hide Ishiguro (1985). Myths and False Dichotomies. Social Research 52.
- Hide Ishiguro (1986). La Notion Dite Confuse de l'Infinitesimal Chez Leibniz. Studia Leibnitiana:183-196.
- Hide Ishiguro (1986). The Status of Necessity and Impossibility in Descartes in Essays on Descartes's Meditations, ed. Rorty (Berkeley: University of Califomia Press, 1986)
- Hidé Ishiguro (1989). Namen. Gebrauch und Bezugnahme in Hg.: Joachim Schulte Texte Zum Tractatus Aufsätze.
- Hidè Ishiguro (1989). Die Beziehung zwischen Welt und Sprache. Grazer Philosophische Studien 33:49-66.
- Hidè Ishiguro (1990). Can the World Impose Logical Structure on Language? in R. Haller and J. Brandl (eds.), Wittgenstein - Eine Neubewertung. Akten des 14. Internationalen Wittgenstein-Symposiums, Wien: Hölder-Pichler-Tempsky, 21-34.
- Hidé Ishiguro (1994). On Representations. European Journal of Philosophy 2 (2):109-124.
- Hide Ishiguro (1996). Points of View, Places and Individuals. Acta Philosophica Fennica 61:13-22.
- Hidé Ishiguro (1998). Unity Without Simplicity: Leibniz on Organisms. The Monist 81 (4):534-552.
- Hidé Ishiguro (2001). The so-called picture theory: language and the world in Tractatus logico-philosophicus. Glock (ed.), Wittgenstein: A Critical Reader, Blackwell, Oxford, pp. 26-46.
- Hidé Ishiguro (2005). Leibniz et la distinction frégéenne entre «sens» et «réference». Leibniz et les puissances du langage, ed. par Dominique Berlioz et Frédéric Nef, Vrin, 201-10.

### 翻訳
- Yuji Aida, Prisoner of the British. A Japanese Soldier’s Experience in Burma, trans. Hide Ishiguro, Louis Allen, Cresset Press, London 1966.
会田雄次『アーロン収容所――西欧ヒューマニズムの限界』中央公論社、1962年